# 查尔斯·马斯特曼
查尔斯·弗雷德里克·格尼·马斯特曼（英語：Charles Frederick Gurney Masterman，1873年10月24日—1927年11月17日），PC，英国新闻工作者，作家，自由党政客。1906年至1911年任西汉姆北选区下院议员；1909至1912年任内政部副大臣；1912年至1914年任财政司司长；第一次世界大战期间经首相阿斯奎斯授意组建秘密宣传机构“战时宣传局”，在一战英国的宣传战中扮演了核心角色。被认为是20世纪舆论宣传的开山鼻祖之一:25。

## 早年生活
查尔斯·马斯特曼1873年10月24日生于温布尔登斯宾塞山，在五个儿子中排行第四。家族原为市民背景，后因父亲旧病复发迁至伦敦附近的小农场，以打零工和农场收入营生。家庭宗教氛围强烈、戒律严明，次子约·霍·伯·马斯特曼日后成为首任普利茅斯圣公会主教。马斯特曼高中毕业于韦茅斯学院，后奖学金就读剑桥大学基督学院。:1-26求学期间，他取得了自然科学和人文科学双重一级荣誉学位，任校刊《格兰塔》编辑，同时也是校辩论组织“剑桥联合会”的杰出演讲者并于1896年当选联合会主席。通过政治辩论，他接触到了自由主义、进步主义、以及基督教社会主义思想。1900年入选基督学院院士:25-26:18。

## 从作家到政客
从剑桥大学毕业后，马斯特曼前往伦敦，为《每日新闻》等左翼自由主义报刊撰写文章。为了亲身体验工人阶级的城市生活，1900年他搬进南倫敦臭名昭著的坎伯韦尔贫民区，在廉价公寓中生活了十年。根据所见所闻，他先后创作了反映贫民生活的《帝国之心》（1901）、《来自深渊》（1902）、《面临变革的危险》（1905）等书。凭借文笔和口才，他很快在布尔战争后日益壮大的自由主义政治运动中争得了一席之地。1903年他代表自由党竞选杜尔维治选区下院议员，没有获选。1906年在工人运动领袖约翰·伯恩斯的支持下再度参选，当年自由党在大选中大获全胜，马斯特曼成功当选西汉姆北选区下院议员，并引起了时任财政大臣赫伯特·阿斯奎斯的注意。:26
1908年4月阿斯奎斯接替亨利·甘貝爾-班納曼出任首相，伯恩斯成为地方政府委员会主席，马斯特曼应阿斯奎斯邀请担任委员会次长，在协助伯恩斯落实《1909年住房和城镇规划法》上作出了重要贡献。不久伯恩斯和马斯特曼因对失业问题意见不合分道扬镳:23。1909年马斯特曼调任内政部副大臣， 成为内阁大臣温斯顿·丘吉尔的副手。同年，他最具深度的著作《英国现状》出版，从商业、社会、工人阶级、土地阶级、科学、宗教以及文学对社会进步的影响等若干方面深入浅出地分析了英国的社会现状，广受好评。鉴于能力突出，1912年获阿斯奎斯提拔升任财政司司长，进入枢密院:120。他与财政大臣劳合·乔治关系融洽，两人合作推动了多项社会福利改革，其中包括奠定英国福利国家基础的《1911年国民保险法》:28。
1910年12月，马斯特曼在大选中胜出，但因竞选经理涉嫌徇私舞弊而被判无效。后于1911年7月通过补选当上贝思纳尔绿地西南选区议员。1914年2月至1915年2月，他进入内阁任蘭開斯特公爵領地事務大臣，随后却接连输掉了两场议会下院补选（1914年贝思纳尔绿地西南选区补选和1914年伊普斯威奇选区补选），1915年5月被迫辞去政府职务。

## 战时宣传局
1914年8月一战爆发数周后，阿斯奎斯首相和爱德华·格雷外相找到时任兰开斯特公爵领地事务大臣兼国民健康委员会主席的马斯特曼，请他督建一个英国政府的宣传机构，向国民灌输战争思想并鼓动美国对同盟國开战:1047。虽然马斯特曼主攻社會改革而非文化艺术，但他在工作中灵活应变、适应力强，加之与阿斯奎斯关系亲密，在首相和外交部间左右逢源，为他领导英国的战争宣传奠定了良好的基础:32-33。为打开宣传工作局面，马斯特曼首先组织了两次会议：第一次是9月2日召开的作家会议，云集J·M·巴里、G·K·切斯特顿、柯南道尔等英国文坛名流发表拥护英国参战的共同宣言，反击支持入侵比利时的德国学者；第二次是9月7日召开的新闻工作者会议，制订了战时宣传工作的方法论:24-25。在阿斯奎斯和格雷的全力支持下，马斯特曼建立了一战第一个官方宣传机构“战时宣传局”。由于办公地址选在国民健康委员会所在大楼——白金汉门8号威灵顿馆，这个机构也常被称为“威灵顿馆”:38。
战时宣传局的存在高度保密，英国议会也对马斯特曼的工作内容毫不知情，只被告知他在原记者G·H·穆伊尔的协助下从事某项“非常重要的工作”，每年从机情局基金领取1,200英镑:33。马斯特曼强调必须隐藏宣传材料的来源，以免民众知情后产生反感和抵触情绪，影响宣传效果。他指出，只要能让德国书商在国内媒体中报道50份“威灵顿馆”的出版物和小册子的评论，宣传策略就算成功:25。其次他相信赢得战争的手段与结果同等重要，坚持宣传真实可靠的信息:32。对于德国入侵比利时期间的战争罪行指控，战时宣传局以审慎的态度予以报道就是这一原则的体现。但迫于战局他也违心地出版过一些虚假夸大的宣传材料，例如声称德国用死尸提炼脂肪的传单和小册子、编造德国在比利时暴行的《布赖斯报告》等等。此外他还主张进行有针对性的宣传。局内按照宣传对象语言进行了明确的分工，各支局负责研究目标国家的新闻界，跟踪民众对战争意向的动态，挑选、翻译和出版有利于英国的材料，并与目标国家人士进行情报交换:120。对于重中之重的对美宣传工作，马斯特曼委派“美国通”吉尔伯特·帕克爵士主管，利用他广大的人脉向约260,000名美国各界名流寄送宣传材料，并为约555家美国报社提供“威灵顿馆”撰写的新闻稿，旨在潜移默化中操纵美国民意:25-26。
除了文字媒体，马斯特曼也积极利用其它形式进行战争宣传。他对战地摄影实行严格的审查管控，只允许两名陆军背景的官方摄影师在战区拍摄照片，擅自摄影者可按叛国罪处以极刑:1047。对于内容更易控制的绘画则采取鼓励引导的策略。1916年5月，他派首名“官方战地画师”缪尔黑德·博恩前往前线记录士兵的日常生活，用绘画向民众传达战争“遥远”、“宁静”的印象。至战争结束时，共有约90名艺术家曾为战时宣传局服务，画作在英国内外均有展览。马斯特曼尤其重视电影的宣传价值。1915年8月他成立了专门的电影委员会，先后出品《英国枕戈待旦》、《索姆河战役》等出色的宣传电影，为军队慈善会筹得大量资金:42-43:136-138。
在马斯特曼的领导下，战时宣传局的宣传工作卓有成效。根据他向内阁提交的报告，至1915年6月，战时宣传局已印刷刊发各式书籍、官方出版物、小册子、演讲集共250万份，翻译成17种不同的语言。至1916年8月已刊发半月画报6种共100万份，21种语言的书籍手册300种，材料通过300余个配发中心遍及拉丁美洲，完全压制了当地德国宣传的影响。至1918年，他已建立起一个由政府资助的文人画家组成的庞大宣传网络，每周向全球媒体发布4,000张照片以及大量影片:40-41。1915年战时宣传局还出版了世上首份报道亚美尼亚种族大屠杀的书籍《奥斯曼帝国内亚美尼亚人的待遇》:1047。对美宣传工作也赢得了高度称赞：“无人能比其处理事件更成功，分寸掌握更恰当，取得结果更良好。”:123
由于战时宣传局的成功，英国陆军部、海军部、殖民地部和內政部等部门也纷纷加入到宣传工作中来，职能重叠和部门间竞争等问题损害了英国宣传机器的工作效率。1916年12月，马斯特曼的政治和私人密友阿斯奎斯下台，导致他在政府宣传中的影响力骤减，继任首相劳合·乔治对宣传机构进行了大规模整合重组。1917年2月成立内阁新闻部，由作家约翰·布肯主管工作，战时宣传局被纳入内阁新闻部管辖。马斯特曼失去了部分自主权，但工作内容基本不变。1918年劳合·乔治又将内阁新闻部改组为英国新闻部，废除战时宣传局，其职能分配至新闻部各分支，马斯特曼改任新闻部文学主管，专职文字媒体宣传。:50:35-36

## 重返政坛

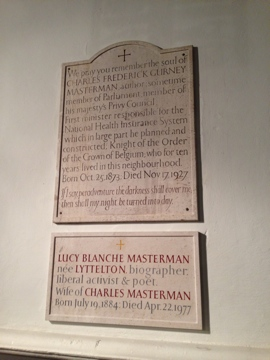
马斯特曼夫妇纪念匾，位于坎伯韦尔圣吉尔斯教堂内

1918年一战结束后，马斯特曼与保守党代表伦纳德·莱尔竞选斯特拉福德西汉姆选区议员。由于首相劳合·乔治公开支持与保守党联合执政，包括马斯特曼在内的自由党在当年举行的大選中惨败。他怒斥劳合·乔治“和自由主义的宿敌狼狈为奸”，谴责政府在《凡尔赛条约》、爱尔兰独立、干涉俄国内战以及查纳克危机中的决策，甚至反对（下台后的）劳合·乔治回归自由党，但他后来也承认：“劳合·乔治一回归，党内就重新出现了思想。”赋闲期间他执笔写出了他最为全面的政治纲领《新自由主义》（1920）、《英国现状》的姊妹篇《战后英国》（1923）等书:51。1922年他参选克莱克罗斯选区议员，想以他工人运动的背景赢得当地矿工的选票，结果输给了异军突起的工党:32-35。1923年英國大選中他击败保守党和工党候选人，当选曼彻斯特拉绍姆选区议员。哈罗德·拉斯基曾游说他放弃日薄西山的自由主义改投工党，但他无法认同社会主义思想，并且坚决反对工党政府向苏联承诺贷款的决定:53。自由党在1924年大选中再度败北，马斯特曼失去了拉绍姆选区议席，再也没能进入议会:51。此后他沉湎酒精、滥用药物，健康状况急剧恶化。1927年11月17日，马斯特曼因心力衰竭在伦敦哈罗的一家护理中心病逝，享年54岁。后安葬于坎伯韦尔圣吉尔斯教堂:247-249。两个月后，他生前最后一部参与的著作《英国工业的未来》问世:41。

## 形象
马斯特曼性情多变，喜怒无常，出席公共场合时往往给人以愤世嫉俗、自以为是的印象:220。他一生竞选表现不佳，但政绩颇丰，政治事业的成功多于失败，被加拿大报业巨头比弗布鲁克勋爵归类为“出彩的失败（Splendid Failures）”:54。曾在一战中与他共事的加拿大总督布肯则评价他是“当世最才华横溢、最为人误解、最命运多舛的人之一。”:97
2016年，美国电子游戏公司EA发行了一战题材第一人称射击游戏《战地1》，其中含有一系列以马斯特曼为主题的彩蛋，玩家成功解谜后可获得特殊的游戏内道具。

## 家庭
马斯特曼1908年6月2日娶陆军总参谋长内维尔·利特尔顿长女露西为妻，两人共育有两女一儿。长女玛格丽特·马斯特曼（1910年－1986年）为师从路德维希·维特根斯坦的语言学家和哲学家，计算语言学和机器翻译的先驱，1955年创设剑桥大学语言研究组；儿子内维尔·马斯特曼（1911年－2019年）为匈牙利语学者，任教于威尔士斯旺西大学。

## 拓展阅读
- Masterman, Lucy. . New York, N.Y.: A.M. Kelley. 1969 [1939]. OCLC 1347651.
- （美）拉斯韦尔著. . 张洁, 田青 译. 展江 校. 北京: 中国人民大学出版社. 2003. ISBN 7-300-04701-7.

| 大不列颠及北爱尔兰联合王国国会 | 大不列颠及北爱尔兰联合王国国会             | 大不列颠及北爱尔兰联合王国国会 |
| ------------------------------ | ------------------------------------------ | ------------------------------ |
| 前任： 欧内斯特·格雷           | 西汉姆北选区国会议员 1906年–1911年         | 繼任： 莫里斯·德·弗利斯特男爵  |
| 前任： 爱德华·皮克斯吉尔       | 贝思纳尔绿地西南选区国会议员 1911年–1914年 | 繼任： 马修·威尔逊爵士         |
| 前任： 约翰·索普               | 曼彻斯特拉绍姆选区国会议员 1923年–1924年   | 繼任： 博伊德·梅里曼男爵       |
| 官衔                           |                                            |                                |
| 前任： 托马斯·麦克纳马拉       | 地方政府委员会议会大臣 1908年–1909年       | 繼任： 赫伯特·刘易斯           |
| 前任： 赫伯特·塞缪尔           | 内政部副大臣 1909年–1912年                 | 繼任： 埃利斯·埃利斯-格里菲斯  |
| 前任： 麦金农·伍德             | 财政司司长 1912年–1914年                   | 繼任： 弗朗西斯·阿克兰         |
| 前任： 查尔斯·霍伯斯           | 兰开斯特公爵领地事务大臣 1914年–1915年     | 繼任： 埃德温·塞缪尔·蒙塔古    |